# 第20回セントルイス映画批評家協会賞
第20回セントルイス映画批評家協会賞（20th St. Louis Film Critics Association Awards）は、2023年の映画を対象とした映画賞。2023年12月10日にノミネート作品が発表され、同月17日に受賞作品が発表された。

## 受賞結果
| 作品賞 | 監督賞 |
| --- | --- |
| - 『オッペンハイマー』 - 次点：『バービー』 - 『アメリカン・フィクション』 - 『落下の解剖学』 - 『ホールドオーバーズ 置いてけぼりのホリディ』 - 『キラーズ・オブ・ザ・フラワームーン』 - 『マエストロ: その音楽と愛と』 - 『メイ・ディセンバー ゆれる真実』 - 『パスト ライブス/再会』 - 『関心領域』 | - クリストファー・ノーラン - 『オッペンハイマー』 - 次点：グレタ・ガーウィグ - 『バービー』 - トッド・ヘインズ - 『メイ・ディセンバー ゆれる真実』 - マーティン・スコセッシ - 『キラーズ・オブ・ザ・フラワームーン』 - セリーヌ・ソン - 『パスト ライブス/再会』 |
| 主演男優賞 | 主演女優賞 |
| - キリアン・マーフィー - 『オッペンハイマー』：ロバート・オッペンハイマー - 次点：ポール・ジアマッティ - 『ホールドオーバーズ 置いてけぼりのホリディ』：ポール - ブラッドリー・クーパー - 『マエストロ: その音楽と愛と』：レナード・バーンスタイン - レオナルド・ディカプリオ - 『キラーズ・オブ・ザ・フラワームーン』：アーネスト・バークハート - ジェフリー・ライト - 『アメリカン・フィクション』：セロニアス・“モンク”・エリソン | - リリー・グラッドストーン - 『キラーズ・オブ・ザ・フラワームーン』：モーリー・バークハート - 次点：マーゴット・ロビー - 『バービー』：バービー - グレタ・リー - 『パスト ライブス/再会』：ノラ・ムーン - ナタリー・ポートマン - 『メイ・ディセンバー ゆれる真実』：エリザベス - エマ・ストーン - 『哀れなるものたち』：ベラ・バクスター                                                               |
| 助演男優賞 | 助演女優賞 |
| - ライアン・ゴズリング - 『バービー』：ケン - 次点：ロバート・ダウニー・ジュニア - 『オッペンハイマー』：ルイス・ストローズ - 次点：チャールズ・メルトン - 『メイ・ディセンバー ゆれる真実』：ジョー・ヨー - スターリング・K・ブラウン - 『アメリカン・フィクション』：クリフォード・“クリフ”・エリソン - ドミニク・セッサ - 『ホールドオーバーズ 置いてけぼりのホリディ』：アンガス                                                 | - ダヴァイン・ジョイ・ランドルフ - 『ホールドオーバーズ 置いてけぼりのホリディ』：メアリー - 次点：レイチェル・マクアダムス - 『Are You There God? It's Me, Margaret.』：バーバラ・サイモン - エミリー・ブラント - 『オッペンハイマー』：キャサリン・オッペンハイマー - ヴィオラ・デイヴィス - 『AIR/エア』：デロリス・ジョーダン - ジュリアン・ムーア - 『メイ・ディセンバー ゆれる真実』：グレイシー |
| 脚本賞 | 脚色賞 |
| - グレタ・ガーウィグ、ノア・バームバック - 『バービー』 - 次点：デヴィッド・ヘミングソン - 『ホールドオーバーズ 置いてけぼりのホリディ』 - アレックス・コンヴェリー - 『AIR/エア』 - ジュスティーヌ・トリエ、アルチュール・アラリ - 『落下の解剖学』 - セリーヌ・ソン - 『パスト ライブス/再会』 | - クリストファー・ノーラン - 『オッペンハイマー』 - 次点：コード・ジェファーソン - 『アメリカン・フィクション』 - ケリー・フレモン・クレイグ - 『Are You There God? It's Me, Margaret.』 - エリック・ロス、マーティン・スコセッシ - 『キラーズ・オブ・ザ・フラワームーン』 - ジョナサン・グレイザー - 『関心領域』                                                                                     |
| 撮影賞 | 編集賞 |
| - ホイテ・ヴァン・ホイテマ - 『オッペンハイマー』 - 次点：ロバート・D・イェーマン - 『アステロイド・シティ』 - 次点：ロドリゴ・プリエト - 『キラーズ・オブ・ザ・フラワームーン』 - 次点：マシュー・リバティーク - 『マエストロ: その音楽と愛と』 - ウカシュ・ジャル - 『関心領域』 | - ジェニファー・レイム - 『オッペンハイマー』 - 次点：カーク・バクスター - 『ザ・キラー』 - ケヴィン・テント - 『ホールドオーバーズ 置いてけぼりのホリディ』 - セルマ・スクーンメイカー - 『キラーズ・オブ・ザ・フラワームーン』 - ミシェル・テゾーロ - 『マエストロ: その音楽と愛と』 |
| 美術賞 | 衣装デザイン賞 |
| - 『バービー』 - 次点：『哀れなるものたち』 - 『アステロイド・シティ』 - 『キラーズ・オブ・ザ・フラワームーン』 - 『オッペンハイマー』 | - 『バービー』 - 次点：『哀れなるものたち』 - 『キラーズ・オブ・ザ・フラワームーン』 - 『オッペンハイマー』 - 『プリシラ』 |
| 音楽賞 | サウンドトラック賞 |
| - ルドウィグ・ゴランソン - 『オッペンハイマー』 - 次点：ロビー・ロバートソン - 『キラーズ・オブ・ザ・フラワームーン』 - 次点：マーセロ・ザーヴォス - 『メイ・ディセンバー ゆれる真実』 - ダニエル・ペンバートン - 『スパイダーマン:アクロス・ザ・スパイダーバース』 - ミカ・レヴィ - 『関心領域』 | - 『バービー』 - 次点：『ザ・キラー』 - 『AIR/エア』 - 『ホールドオーバーズ 置いてけぼりのホリディ』 - 『マエストロ: その音楽と愛と』 |
| 視覚効果賞 | スタント賞 |
| - 『ザ・クリエイター/創造者』 - 次点：『オッペンハイマー』 - 『ガーディアンズ・オブ・ギャラクシー:VOLUME 3』 - 『ゴジラ-1.0』 - 『ミッション:インポッシブル/デッドレコニング PART ONE』 | - 『ミッション:インポッシブル/デッドレコニング PART ONE』 - 次点：『ジョン・ウィック:コンセクエンス』 - 『インディ・ジョーンズと運命のダイヤル』 - 『アイアンクロー』 - 『ザ・キラー』 |
| 外国語映画賞 | アクション映画賞 |
| - 『落下の解剖学』 - 次点：『関心領域』 - 『Fallen Leaves』 - 『PERFECT DAYS』 - 『The Teachers' Lounge』 | - 『ジョン・ウィック:コンセクエンス』（同時受賞） - 『ミッション:インポッシブル/デッドレコニング PART ONE』（同時受賞） - 『ダンジョンズ&ドラゴンズ/アウトローたちの誇り』 - 『インディ・ジョーンズと運命のダイヤル』 - 『ザ・キラー』 |
| アニメ映画賞 | コメディ映画賞 |
| - 『スパイダーマン:アクロス・ザ・スパイダーバース』 - 次点：『君たちはどう生きるか』 - 『マイ・エレメント』 - 『ミュータント・タートルズ:ミュータント・パニック!』 - 『ロボット・ドリームズ』 | - 『ホールドオーバーズ 置いてけぼりのホリディ』 - 次点：『バービー』 - 『アメリカン・フィクション』 - 『Are You There God? It's Me, Margaret.』 - 『Bottoms』 |
| ドキュメンタリー映画賞 | ホラー映画賞 |
| - 『STILL:マイケル・J・フォックス ストーリー』（同時受賞） - 『ジョン・バティステ: アメリカン・シンフォニー』（同時受賞） - 『ビヨンド・ユートピア 脱北』 - 『It Ain't Over』 - 『Menus-Plaisirs – Les Troisgros』 | - 『トーク・トゥ・ミー』 - 次点：『SKINAMARINK/スキナマリンク』 - 『死霊のはらわた ライジング』 - 『ノック 終末の訪問者』 - 『M3GAN ミーガン』 |
| アンサンブル賞 | シークエンス賞 |
| - 『ホールドオーバーズ 置いてけぼりのホリディ』 - 次点：『バービー』 - 次点：『オッペンハイマー』 - 『アステロイド・シティ』 - 『キラーズ・オブ・ザ・フラワームーン』 | - 『バービー』 - 次点：『ジョン・ウィック:コンセクエンス』 - 『キラーズ・オブ・ザ・フラワームーン』 - 『マエストロ: その音楽と愛と』 - 『オッペンハイマー』 |